# Alegeri legislative în Germania, 2013
Alegerile federale germane din 2013 (în germană: Bundestagswahl 2013) au avut loc la data de 22 septembrie 2013 pentru alegerea membrilor celui de-al XVIII-lea Bundestag, pentru o legislatură de patru ani. În urma alegerilor au fost atribuite 631 de mandate, dintre care 311 către CDU/CSU, 190 către SPD, 64 către Die Linke (foștii comuniști), respectiv 63 către Die Grünen.
Posibile coaliții de guvernământ au fost CDU/CSU-SPD (marea coaliție) sau CDU/CSU-Die Grünen. Teoretic ar fi fost posibilă și o coaliție SPD-Die Grünen-Die Linke, posibilitate exclusă practic prin promisiunea electorală a socialiștilor de a nu forma o coaliție cu foștii comuniști.
Programul de guvernare al marii coaliții a fost negociat începând cu 17 octombrie și a fost finalizat în zorii zilei de 27 noiembrie. Programul de guvernare a fost prezentat în data de 27 noiembrie 2013, fără stabilirea numelor viitorilor miniștri. În noul cabinet Merkel socialiștii dețin șase portofolii, creștin-democrații cinci, iar creștin-socialii bavarezi trei. Realegerea Angelei Merkel în funcția de cancelar federal al Germaniei a avut loc în data de 17 decembrie 2013.

## Rezultate

CDU
SPD
CSU
Die Linke
Die Grünen

Rezultate alegerilor în Bundestag din 22 septembrie 2013
|  | Uniunea Creștin-Democrată (CDU)               | 14 913 921 | 34,1 % | ▲ 6,9 % | 255 | ▲ 61 |  |  |  |  |  |  |  |  |
|  | Uniunea Creștin-Socială (CSU)                 | 3 243 355  | 7,4 %  | ▲ 0,9 % | 56  | ▲ 11 |  |  |  |  |  |  |  |  |
|  | Partidul Social Democrat din Germania (SPD)   | 11 247 283 | 25,7 % | ▲ 2,7 % | 192 | ▲ 46 |  |  |  |  |  |  |  |  |
|  | «Stânga» (Die Linke)                          | 3 752 577  | 8,6 %  | ▼ 3,3 % | 64  | ▼ 12 |  |  |  |  |  |  |  |  |
|  | «Alianța 90 / Verzii» (Die Grünen)            | 3 690 314  | 8,4 %  | ▼ 2,3 % | 63  | ▼ 5  |  |  |  |  |  |  |  |  |
|  |                                               |            |        |         |     |      |  |  |  |  |  |  |  |  |
|  | Partidul Liber Democrat (FDP)                 | 2 082 305  | 4,8 %  | ▼ 9,8 % | —   | ▼ 93 |  |  |  |  |  |  |  |  |
|  | «Alternativă pentru Germania» (AfD)           | 2 052 372  | 4,7 %  | ▲ 4,7 % | —   | ▬ 0  |  |  |  |  |  |  |  |  |
|  | Partidul Piraților din Germania (Piraten)     | 958 507    | 2,2 %  | ▲ 0,2 % | —   | ▬ 0  |  |  |  |  |  |  |  |  |
|  | Partidul Național Democrat al Germaniei (NPD) | 560 660    | 1,3 %  | ▼ 0,2 % | —   | ▬ 0  |  |  |  |  |  |  |  |  |
|  | «Alegătorii Liberi» (Freie Wähler)            | 422 857    | 1,0 %  | ▲ 1,0 % | —   | ▬ 0  |  |  |  |  |  |  |  |  |
|  | Alții                                         | 778 323    | 1,8 %  | —       | —   | —    |  |  |  |  |  |  |  |  |